# Катанга
Катанга је једна од покрајина Демократске Републике Конго. Покрајина има 5.608.683 становника, а главни град је Лубумбаши.
Између 1960. и 1963. године Катанга је била фактички независна држава. 